# Ндука Угбаде
Ндука Угбаде (англ. Nduka Ugbade, нар. 6 вересня 1969) — нігерійський футболіст, що грав на позиції захисника. Виступав за національну збірну Нігерії, з якою був учасником двох кубків африканських націй.

## Клубна кар'єра
У дорослому футболі дебютував 1989 року виступами за команду «Ель-Канемі Ворріорс». Після участі у молодіжному чемпіонаті світу 1989 року, де забив гол і став віце-чемпіоном світу, Угбаде перебрався до Іспанії, де грав за «Кастельйон» у Прімері та «Реал Авілес» у Сегунді, але закріпитись не зумів і 1992 року повернувся в «Ель-Канемі Ворріорс». З цією командою став володарем Кубка Нігерії.
У сезоні 1994 року захищав кольори клубу «Калабар Роверз», після чого три сезони захищав кольори іншого нігерійського клубу «Нігердок Лагос».
1998 року Угбаде знову відправився за кордон і спочатку виступав за сингапурський «Марін Касл Юнайтед», а 2000 року перейшов до малазійського клубу «Перак», за який відіграв три сезони, вигравши по разу національний чемпіонат і кубок. Завершив професійну кар'єру футболіста виступами за команду «Перак» у 2002 році.

## Виступи за збірні
Виступав у складі юнацької збірної Нігерії на чемпіонаті світу серед юнаків 1985 року. На турнірі провів усі шість зустрічей і став з командою чемпіоном світу.
Протягом 1987—1989 років залучався до складу молодіжної збірної Нігерії, зігравши на молодіжних чемпіонатах світу 1987 та 1989 років, здобувши на другому з них срібні нагороди.
1992 року дебютував в офіційних матчах у складі національної збірної Нігерії. У складі збірної був учасником Кубка африканських націй 1992 року у Сенегалі, на якому команда здобула бронзові нагороди, та Кубка африканських націй 1994 року у Тунісі, здобувши того року титул континентального чемпіона. Всього протягом кар'єри у національній команді, яка тривала 3 роки, провів у її формі 11 матчів, забивши 1 гол.

## Тренерська кар'єра
У серпні 2011 року Федерація футболу Нігерії призначила Угбаде одним із двох помічників тренера юнацької збірної до 17 років. У 2013 році ця команда завоювала срібну медаль на юнацькому чемпіонаті Африки в Алжирі, а потім виграла юнацький чемпіонат світу в ОАЕ.
У 2013 році Угбаде був призначений головним тренером клубу МФМ.

## Досягнення
- Чемпіон світу (U-16): 1985
- Чемпіон Африки (U-21): 1987, 1989
- Переможець Кубка африканських націй: 1994
- Бронзовий призер Кубка африканських націй: 1992
- Володар Кубка Нігерії: 1992
- Чемпіон Малайзії: 2002
- Володар Кубка Малайзії: 2000